# Lennart Lindgren
Pour les articles homonymes, voir Lindgren.
Erik Lennart Henry Lindgren (né le 14 avril 1915 à Malmö et mort le 26 avril 1952 dans la même ville) est un athlète suédois spécialiste du sprint. Participant aux Jeux olympiques de Berlin en 1936, il ne se qualifie pas en finale. Il est médaille d'argent avec la Suède en relais 4 × 100 mètres deux ans plus tard aux championnats d'Europe de Paris.

## Biographie

### Palmarès
| Date | Compétition           | Lieu  | Résultat | Épreuve   | Performance |
| ---- | --------------------- | ----- | -------- | --------- | ----------- |
| 1938 | Championnats d'Europe | Paris | 2e       | 4 × 100 m | 41 s 1      |

### Records
| Épreuve    | Performance | Lieu | Date |
| ---------- | ----------- | ---- | ---- |
| 100 mètres | 10 s 7      |      | 1936 |